# 小俣真一
小俣 真一（おまた しんいち）は、日本のアニメーションプロデューサー、アニメ演出家・監督。別名義として畠山 守（はたけやま まもる）を用いる。

## 作風
演出
ライターのNick Creamerによると、小俣真一の演出は、劇場的な感覚と美しいフレーミングに特徴があるという。小俣の作品では、視覚的な要素が感情を伝えるツールとして巧みに使われている。例えば、『さんかれあ』では、キャラクターの位置や物理的なオブジェクトが感情的なバリアとして機能し、視聴者がそのシーンの親密さを感じ取れるようになっているという。また、小俣の演出は、キャラクターの内面世界を視覚的に描き出すことに長けているという。小俣の作品では、キャラクターのパフォーマンスが物語と密接に結びついており、その統一感が作品全体の魅力を高めているという。
ライター・評論家のクリスとスティーブによると、小俣真一は視覚的に魅力的な演出で観客を引き込む力を持つ。小俣の作品には、華やかで大胆なオープニングや、様々なメディアスタイルを混ぜ合わせた演出が多く見られる。特に『かぐや様は告らせたい』では、このスタイルが顕著であり、視覚的なギャグや巧みな編集技術が際立っている。また、小俣真一は、コメディからシリアスなドラマまで、幅広いジャンルに対応できる監督だという。『さんかれあ』や『かぐや様は告らせたい』のようなコメディ作品では、そのユーモアセンスと視覚的な遊び心が発揮され、一方で『昭和元禄落語心中』のようなシリアスな作品では、感情豊かで深みのある演出がなされていた。
小俣真一の演出スタイルは、シャフトでの経験に大きく影響を受けているという。シャフトのハウススタイルとして知られる、ポップアート的な表現、リファレンス・ユーモア、ハードなマッチカット、環境幾何学などの要素が彼の作品に多く反映されている。このスタイルは、『荒川アンダー ザ ブリッジ』や『魔法少女まどか☆マギカ』のエピソード演出時代から培われてきたものである。

## 参加作品（小俣真一名義）

### テレビアニメ
1998年
- プリンセスナイン 如月女子高野球部（制作プロデューサー）

2009年
- 夏のあらし! 〜春夏冬中〜（絵コンテ）

2010年
- ひだまりスケッチ×☆☆☆（絵コンテ）
- 荒川アンダー ザ ブリッジ（絵コンテ・演出）
- 荒川アンダー ザ ブリッジ×ブリッジ（絵コンテ・演出）

2011年
- 魔法少女まどか☆マギカ（絵コンテ・演出）
- ロッテのおもちゃ!（絵コンテ）
- 電波女と青春男（絵コンテ・演出）
- 世界一初恋2（演出）
- ファイ・ブレイン 神のパズル（演出）

2012年
- ひだまりスケッチ×ハニカム（絵コンテ）

2013年
- D.C.III ～ダ・カーポIII～（絵コンテ）
- 八犬伝—東方八犬異聞—（第2期、絵コンテ）

2014年
- 桜Trick（絵コンテ）
- Wake Up, Girls!（絵コンテ）
- DRAMAtical Murder（絵コンテ）
- 黒執事 Book of Circus（絵コンテ・ED絵コンテ・ED演出）

2016年
- 学戦都市アスタリスク 2nd SEASON（絵コンテ）

2019年
- からかい上手の高木さん2（絵コンテ）

2021年
- スライム倒して300年、知らないうちにレベルMAXになってました（絵コンテ・演出）
- ましろのおと（絵コンテ・演出）
- ヴィジュアルプリズン（絵コンテ）

2025年
- 没落予定の貴族だけど、暇だったから魔法を極めてみた（絵コンテ）

### 劇場アニメ
- 劇場版 魔法先生ネギま! ANIME FINAL（2011年、絵コンテ）
- 劇場版 黒執事 Book of the Atlantic（2017年、絵コンテ）

### OVA
1993年
- ジョジョの奇妙な冒険（制作デスク）

1995年
- 新海底軍艦（制作進行）
- ジャイアントロボ THE ANIMATION 青い瞳の銀鈴（制作進行）

1998年
- ジャイアントロボ THE ANIMATION -地球が静止する日（制作担当）

1999年
- KISSより…（アニメプロデューサー）
- 聖贄（アニメプロデューサー）
- 姉妹いじり（アニメプロデューサー）

2000年
- 堕楽（アニメーションプロデューサー）
- 哀・奴隷III（アニメーションプロデューサー）
- Campus 〜桜の舞う中で〜（アニメプロデューサー）

2001年
- となりのお姉さん（アニメーションプロデューサー）
- 緊縛の館 略奪（アニメーションプロデューサー）
- 特別授業（アニメーションプロデューサー）
- 懲らしめ（アニメプロデューサー）
- トレスマリアス 三人の聖処女（アニメプロデューサー）

### Webアニメ
- Starry☆Sky（2010年、演出）
- ヘタリア The Beautiful World（2013年、絵コンテ）

## 参加作品（畠山守名義）

### テレビアニメ（畠山守）
2012年
- さんかれあ（監督・絵コンテ・OPED絵コンテ・演出・OPED演出）

2013年
- 八犬伝—東方八犬異聞—（第1期、絵コンテ）
- ローゼンメイデン（監督・絵コンテ・OPED絵コンテ・演出・ED演出）

2016年
- 昭和元禄落語心中（監督・絵コンテ・ED絵コンテ・ED演出・ED原画）

2017年
- 昭和元禄落語心中 -助六再び篇-（監督・絵コンテ・OPED絵コンテ・演出・ED演出）
- 地獄少女 宵伽（絵コンテ）

2018年
- グランクレスト戦記（監督・絵コンテ・OPED絵コンテ・演出・原画）

2019年
- かぐや様は告らせたい〜天才たちの恋愛頭脳戦〜（監督・絵コンテ・OP絵コンテ協力・演出）

2020年
- かぐや様は告らせたい?〜天才たちの恋愛頭脳戦〜（監督・絵コンテ）

2022年
- かぐや様は告らせたい-ウルトラロマンティック-（監督・絵コンテ・ティザーPV絵コンテ・ラップパート絵コンテ・OP絵コンテ監修・演出）

2023年
- かぐや様は告らせたい-ファーストキッスは終わらない-（監督・絵コンテ・ED絵コンテ）
- アンデッドガール・マーダーファルス（監督・絵コンテ・OPED絵コンテ）

### OVA（畠山守）
- 昭和元禄落語心中 与太郎放浪篇（2015年、監督・絵コンテ）
- 女の園の星（2022年、監督[12]）